# Походня Ярослав Романович
Ярослав Романович Походня (2000—2022) — лейтенант Збройних Сил України, учасник російсько-української війни, який загинув у ході російського вторгнення в Україну.

## Життєпис
Народився Ярослав Походня 8 лютого 2000 року в місті Прилуки на Чернігівщині. Після 9 класів Прилуцької загальноосвітньої школи № 2 навчався в Чернігівському ліцеї з посиленою військово-фізичною підготовкою. У 2017 році вступив до Одеської військової академії на факультет підготовки спеціалістів десантної штурмових військ. У 2021 році він отримав офіцерське звання та прибув на службу до 90-го окремого аеромобільного батальйона імені Героя України старшого лейтенанта Івана Зубкова (81-ша окрема аеромобільна бригада), де обіймав посаду командира взводу, пізніше — командира роти. За час служби в складі ООС молодий офіцер був нагороджений почесним нагрудним знаком Головнокомандувача ЗСУ «За досягнення у військовій службі ІІ ступеня» та орденом «За мужність» ІІІ ступеня. З початком повномасштабного російського вторгнення в Україну перебував на передовій у Донецькій області.
Загинув 20 травня 2022 року в боях з російськими окупантами в ході відбиття російського вторгнення в Україну біля Богородичного, Донецька область. Чин прощання відбувся в Прилуках 24 травня 2022 року, де й поховали лейтенанта Ярослава Походню.

## Нагороди
- орден «За мужність» III ступеня (2022) — за особисту мужність і самовіддані дії, виявлені у захисті державного суверенітету та територіальної цілісності України, вірність військовій присязі[4].